# الاتحاد الإفريقي بمقاطعة نيانزا
الاتحاد الأفريقي لمقاطعة نيانزا كان حزبًا سياسيًا في كينيا.

## التاريخ
تنافس الحزب على مقعد واحد في مجلس الشيوخ في الانتخابات العامة لعام 1963، والتي انتخب فيها دون معارضة.